# Герсдорф (Німеччина)
Герсдорф (нім. Hersdorf) — громада в Німеччині, розташована в землі Рейнланд-Пфальц. Входить до складу району Бітбург-Прюм. Складова частина об'єднання громад Прюм.
Площа — 12,86 км2. Населення становить 394 ос. (станом на 31 грудня 2020).